# Читала II (Салерно)
Читала II је насеље у Италији у округу Салерно, региону Кампанија.
Према процени из 2011. у насељу је живело 48 становника. Насеље се налази на надморској висини од 220 м.